# Challenger de Numea

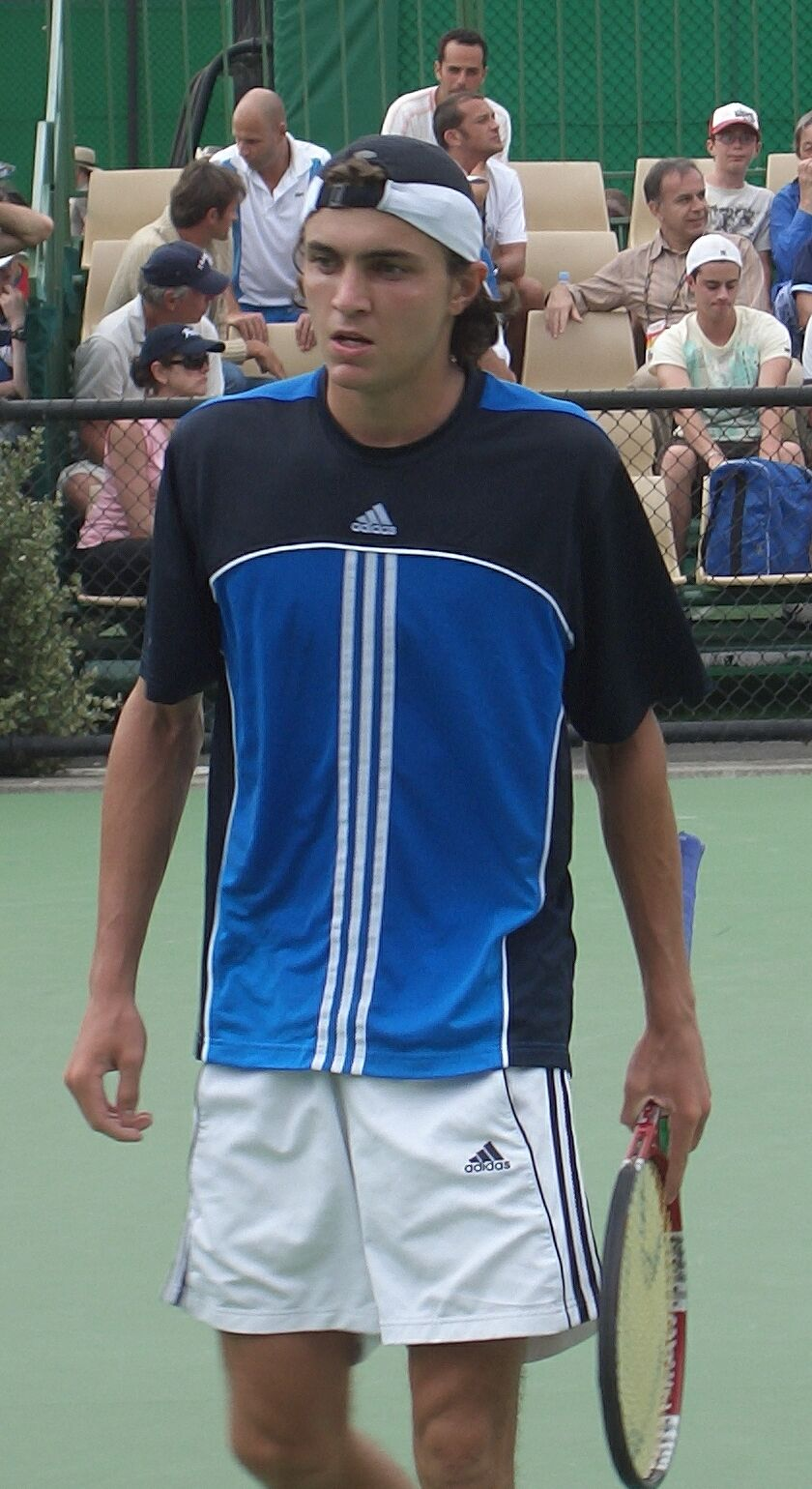
Gilles Simon, ganador del torneo en 2 ocasiones, en las ediciones 2005 y 2006.

El Challenger BNP Paribas Nouvelle-Caledonie / Internationaux de Nouvelle-Calédonie es un torneo profesional de tenis. Pertenece al ATP Challenger Series. Se juega desde el año 2004 sobre superficie dura, en Numea, Nueva Caledonia.
A partir del año 2014 el torneo pasó a llamarse Challenger BNP Paribas de Nouvelle-Calédonie por razones de patrocinio.

## Palmarés

### Individuales
| Año       | Campeón            | Finalista                | Resultado        |
| --------- | ------------------ | ------------------------ | ---------------- |
| 2025      | Shintaro Mochizuki | Moerani Bouzige          | 6-1, 6-3         |
| 2024      | Arthur Cazaux      | Enzo Couacaud            | 6-1, 6-1         |
| 2023      | Raúl Brancaccio    | Laurent Lokoli           | 4-6, 7-5, 6-2    |
| 2021-2022 | No celebrado       | No celebrado             | No celebrado     |
| 2020      | Jeffrey John Wolf  | Yūichi Sugita            | 6-2, 6-2         |
| 2019      | Mikael Ymer        | Noah Rubin               | 6-3, 6-3         |
| 2018      | Noah Rubin         | Taylor Fritz             | 7–5, 6–4         |
| 2017      | Adrian Mannarino   | Nikola Milojević         | 6–3, 7–5         |
| 2016      | Adrian Mannarino   | Alejandro Falla          | 5–7, 6–2, 6–2    |
| 2015      | Steve Darcis       | Adrián Menéndez-Maceiras | 6–3, 6–2         |
| 2014      | Alejandro Falla    | Steven Diez              | 6-2, 6-2         |
| 2013      | Adrian Mannarino   | Andrej Martin            | 6-4, 6-3         |
| 2012      | Jérémy Chardy      | Adrián Menéndez          | 6–4, 6–3         |
| 2011      | Vincent Millot     | Gilles Müller            | 7–6(6), 2–6, 6–4 |
| 2010      | Florian Mayer      | Flavio Cipolla           | 6-3, 6-0         |
| 2009      | Brendan Evans      | Florian Mayer            | 4-6, 6-3, 6-4    |
| 2008      | Flavio Cipolla     | Stéphane Bohli           | 6-4, 7-5         |
| 2007      | Michael Russell    | David Guez               | 6-0, 6-1         |
| 2006      | Gilles Simon       | Rik de Voest             | 6-2, 5-7, 6-2    |
| 2005      | Gilles Simon       | Björn Phau               | 6-3, 6-0         |
| 2004      | Guillermo Cañas    | Todd Reid                | 6-4, 6-3         |

### Dobles
| Año       | Campeones                                | Finalistas                                  | Resultado                  |
| --------- | ---------------------------------------- | ------------------------------------------- | -------------------------- |
| 2025      | Blake Bayldon Colin Sinclair             | Ryuki Matsuda Ryotaro Taguchi               | 6-3, 7-5                   |
| 2024      | Colin Sinclair Rubin Statham             | Toshihide Matsui Calum Puttergill           | 7-5, 6-2                   |
| 2023      | Colin Sinclair Rubin Statham             | Toshihide Matsui Kaito Uesugi               | 6-4, 6-3                   |
| 2021-2022 | No celebrado                             | No celebrado                                | No celebrado               |
| 2020      | Andrea Pellegrino Mario Vilella Martínez | Luca Margaroli Andrea Vavassori             | 7–6 (1), 3–6, [12–10]      |
| 2019      | Dustin Brown Donald Young                | André Göransson Sem Verbeek                 | 7-5, 6-4                   |
| 2018      | Hugo Nys Tim Pütz                        | Alejandro González Jaume Munar              | 6-2, 6-2                   |
| 2017      | Quentin Halys Tristan Lamasine           | Adrián Menéndez-Maceiras Stefano Napolitano | 7-6(9), 6-1                |
| 2016      | Julien Benneteau Édouard Roger-Vasselin  | Gregoire Barrere Tristan Lamasine           | 7-6(4), 3-6, [10-5]        |
| 2015      | Austin Krajicek Tennys Sandgren          | Jarmere Jenkins Bradley Klahn               | 7–6(2), 6–7(5), [10–5]     |
| 2014      | Austin Krajicek Tennys Sandgren          | Ante Pavić Blaž Rola                        | 7-6(4), 6-3                |
| 2013      | Samuel Groth Toshihide Matsui            | Artem Sitak Jose Rubin Statham              | 7-6(6), 1-6, [10-4]        |
| 2012      | Sanchai Ratiwatana Sonchat Ratiwatana    | Axel Michon Guillaume Rufin                 | 6–0, 6–4                   |
| 2011      | Dominik Meffert Frederik Nielsen         | Flavio Cipolla Simone Vagnozzi              | 7–6(4), 5–7, [10–5]        |
| 2010      | Édouard Roger-Vasselin Nicolas Devilder  | Flavio Cipolla Simone Vagnozzi              | 5-7, 6-2, [10-6]           |
| 2009      | Juego cancelado por lluvia               | Juego cancelado por lluvia                  | Juego cancelado por lluvia |
| 2008      | Flavio Cipolla Simone Vagnozzi           | Jan Mertl Martin Slanar                     | 6-4, 6-4                   |
| 2007      | Alex Kuznetsov Phillip Simmonds          | Thierry Ascione Édouard Roger-Vasselin      | 7-6(5), 6-3                |
| 2006      | Alex Bogomolov Todd Widom                | Lars Burgsmüller Denis Gremelmayr           | 3-6, 6-2, [10-6]           |
| 2005      | Stephen Huss Wesley Moodie               | Jérôme Golmard Harel Levy                   | 6-3, 6-0                   |
| 2004      | Ashley Fisher Stephen Huss               | Luke Bourgeois Vince Mellino                | 3-6, 6-4, 6-4              |